# Haplogrupo L2 (ADNmt)

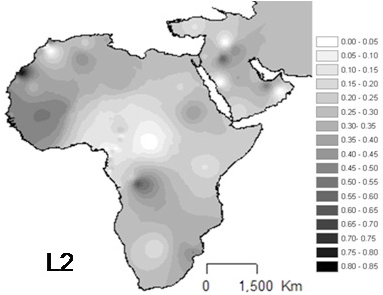
Distribución espacial proyectada del haplogrupo L2 en África.

En genética humana, el Haplogrupo L2 es un haplogrupo de ADN mitocondrial humano típico de África y está definido por los marcadores genéticos 146, 150, 152, 2416, 8206, 9221, 10115, 13590, 16311 y 16390.

## Origen
L2 proviene con mayor probabilidad del África Occidental, ya que allí se encuentra la mayor diversidad. Al 2002 se mencionaba un origen probable en África Occidental o Central. L2 tiene gran antigüedad, se estima un origen entre 87.000 y 107.000 años.

## Distribución
Se encuentra especialmente en el África Subsahariana, donde está aproximadamente en un tercio de la población. Las frecuencias más importantes son:
- África Central: La más alta frecuencia en los pigmeos mbuti de la selva de Ituri en el Congo donde alcanza 64%.[4]
- África Occidental: En Senegal 43-54%, Guinea-Bisáu 43% y Cabo Verde 41%.[5] En Ghana 40%.[6]
- África Oriental: En la población nativa no-bantú del África Oriental está en un 44%.[7] Presencia importante en Sudán.
- África Sudoriental: En Mozambique 36%.[5]

## Subdivisiones
L2 tiene cinco subgrupos: L2a, L2b, L2c, L2d y L2e dispuestos según el siguiente árbol filogenético:

|  | \| \| L2b \| \| \| \| \| \| L2c \| \| \| \| |
|  |                                             |
|  | L2d                                         |
|  |                                             |
|  | L2b                                         |
|  |                                             |
|  | L2c                                         |
|  |                                             |

|  | L2b |
|  |     |
|  | L2c |
|  |     |

|  | \| \| L2b \| \| \| \| \| \| L2c \| \| \| \| |
|  |                                             |
|  | L2d                                         |
|  |                                             |
|  | L2b                                         |
|  |                                             |
|  | L2c                                         |
|  |                                             |

|  | L2b |
|  |     |
|  | L2c |
|  |     |

|  | \| \| L2b \| \| \| \| \| \| L2c \| \| \| \| |
|  |                                             |
|  | L2d                                         |
|  |                                             |
|  | L2b                                         |
|  |                                             |
|  | L2c                                         |
|  |                                             |

|  | L2b |
|  |     |
|  | L2c |
|  |     |

|  | \| \| L2b \| \| \| \| \| \| L2c \| \| \| \| |
|  |                                             |
|  | L2d                                         |
|  |                                             |
|  | L2b                                         |
|  |                                             |
|  | L2c                                         |
|  |                                             |

|  | L2b |
|  |     |
|  | L2c |
|  |     |

### Distribución
- L2a-d
  - L2a: Muy extendido en toda África, conforma el 52% del total de L2.[8] Alta frecuencia en la población nativa no-bantú del África Oriental 38% y en bantúes 15%,[7] pero a pesar de ello se le ha considerado una señal de la expansión bantú.[9] Importante en Mozambique con 33% y en África Occidental, destacando Cabo Verde 20%, Níger/Nigeria 20%, Guinea-Bisáu 17% y en árabes de Argelia 14%.[2] En Ghana 32%.[6] Extendido en el Norte de África, en los tuareg 20%. En Sudán 23%.
    - L2a1: Es el subgrupo más común del haplogrupo L2, también es el más común entre los afroamericanos. Extendido en toda el África y Cercano Oriente, especialmente en Israel, Burkina Faso, Egipto, Etiopía, Marruecos, Guinea-Bisáu, Kenia, Chad, Mozambique, Sudán, etc.[10]
      - L2a1a: En África nor-occidental, en Yemen, y Mozambique.
      - L2a1b: En Mozambique.
      - L2a1c: África Oriental, África Occidental, África del Norte, África sud-oriental y Cercano Oriente.
      - L2a1d: En los Emiratos Árabes Unidos[11] y Kuwait.
        - L2a1d1: En Somalia[12] y Sudán.[13]
        - L2a1d2: Asociado con los pueblos en África del Sur en países que incluyen Mozambique[14] y Zambia[15] y se e encuentra entre los joisán.[16]

      - L2a1g: Típico de los pueblos bantúes en África del Sur,[17] incluidos los de Zambia, Madagascar y Sudáfrica.
      - L2a1k (con los marcadores genéticos G6722A y T12903C): Sólo se encuentra en Europa, incluido en checos, eslovacos, y serbios.[18] Anteriormente estaban clasificados como L2a1a.[19]
      - L2a1l: Argelia, los mende en Sierra Leona, la etnia wólof en Gambia, y en judíos de la España antigua.[20]
        - L2a1l1: Se encuentra entre las nunas[21] y los mossi[22] en Burkina Faso.
        - L2a1l2: Varios grupos étnicos en África Occidental, África del Norte y Europa Occidental, incluidos los mandinga en Guinea-Bisáu, los fulanis en Gambia y los pana en Burkina Faso.[20]
          - L2a1l2a: Típico de los asquenazi de Europa Central y Europa Oriental y polacos que descienden de ellas.[23] Esto incluía uno judío del siglo 14 en Érfurt en Alemania.[24]

        - L2a1l3: Argelia y los yorubas de Nigeria.

      - L2a1n: Los yorubas de Nigeria, los mossi de Burkina Faso, Camerún, Portugal.
      - L2a1p: Nigeria, Burkina Faso, y los judíos de Marruecos.

    - L2a2: Mayoritario en los pigmeos mbuti.[4] Presente en los sara (Chad), San (Sudáfrica) y nuba (Sudán).

  - L2b'c'd
    - L2b'c
      - L2b: Común en África Occidental y Nubia. Destaca Senegal, también en Guinea-Bisáu, Sudáfrica, Mozambique, Tanzania, Etiopía, Egipto, Argelia, Arabia Saudita y beduinos de Israel.[10]
      - L2c: Típico de África Occidental; destaca Senegal con 39%, Cabo Verde 16% y Guinea-Bisáu 16%.[5] Encontrado en Mauritania, Marruecos, Burkina Faso, Mozambique, Sudáfrica, Líbano y Países Bajos.

    - L2d: Bajas frecuencias. Especialmente en África Occidental, encontrándose en el Sahara Occidental, Nigeria, en los Wolof, mandingas y en Chad.[8] Encontrado en Yemen, Mozambique, Sudán,[25] También en Etiopía, Argelia y República dominicana.
- L2e (antes L2d2): Típico de África Occidental.[2] Encontrado en Túnez,[26] en mandingas (Guinea-Bisáu) y afroamericanos.[10]